# Dialma Ruggiero
Dialma Ruggiero (La Spezia, 5 luglio 1889 – Mai Ceu, 31 marzo 1936) è stato un militare italiano, insignito della medaglia d'oro al valor militare alla memoria nel corso della guerra d'Etiopia.

## Biografia
Nacque a La Spezia il 5 luglio 1889, figlio di Salvatore ed Elmira Cartagenova.
Frequentò la Regia Accademia Aeronautica di Fanteria e Cavalleria di Modena, dalla quale uscì con il grado di sottotenente dell'arma di fanteria nel 1911, partecipando alla guerra italo-turca con il 22º Reggimento fanteria. Promosso al grado di tenente nel 1914, venne destinato al Regio corpo truppe coloniali d'Eritrea, dove rimase fino al rimpatrio nel dicembre 1915 con il grado di capitano.
Prese parte alla prima guerra mondiale sul fronte italiano in forza al 156º Reggimento fanteria. Nel 1920 venne promosso maggiore e prestò servizio dapprima al 45º Reggimento fanteria, poi al 232º Reggimento fanteria e quindi al Distretto militare di Bolzano. Frequentò poi un corso per osservatore dall'aeroplano nel 1926 e quindi un corso di sei mesi presso la Scuola di guerra dell'esercito di Torino. Promosso tenente colonnello nel marzo 1928, assunse il comando del 1º Battaglione del 18º Reggimento fanteria, ricoprendo tale incarico fino al 1932, per essere quindi trasferito alla Divisione Militare del Brennero.
Nel 1935 venne trasferito nuovamente in Eritrea, dove fu incaricato dell'addestramento dei reparti indigeni, in particolare del X Battaglione.
Durante la guerra d'Etiopia venne decorato con la medaglia di bronzo al valor militare per il combattimento di Zeban Cherchetà del gennaio del 1936. Nel corso della battaglia di Mai Ceu (31 marzo 1936), al Passo Mecan venne gravemente ferito e morì nell'ospedaletto da campo n. 19. Fu insignito della medaglia d'oro al valor militare alla memoria.
Alla sua memoria la città di La Spezia ha intitolato una Scuola media, poi diventata "Centro Polivalente Dialma Ruggiero".